# Serbskie odznaczenia

## Republika Serbii(od 2006)
| Baretka | Nazwa                                               |
| ------- | --------------------------------------------------- |
|         | Order Republiki Serbii I klasy                      |
|         | Order Republiki Serbii II klasy                     |
|         | Order Flagi Serbii I klasy                          |
|         | Order Flagi Serbii II klasy                         |
|         | Order Flagi Serbii III klasy                        |
|         | Order Gwiazdy Jerzego Czarnego I klasy              |
|         | Order Gwiazdy Jerzego Czarnego II klasy             |
|         | Order Gwiazdy Jerzego Czarnego III klasy            |
|         | Order Sretenjski I klasy                            |
|         | Order Sretenjski II klasy                           |
|         | Order Sretenjski III klasy                          |
|         | Order Orła Białego z Mieczami I klasy               |
|         | Order Orła Białego z Mieczami II klasy              |
|         | Order Orła Białego z Mieczami III klasy             |
|         | Order Zasługi dla Obrony i Bezpieczeństwa I klasy   |
|         | Order Zasługi dla Obrony i Bezpieczeństwa II klasy  |
|         | Order Zasługi dla Obrony i Bezpieczeństwa III klasy |
|         | Złoty Medal Waleczności                             |
|         | Srebrny Medal Waleczności                           |
|         | Złoty Medal Zasługi                                 |
|         | Srebrny Medal Zasługi                               |
|         | Złoty Medal Zasługi dla Obrony i Bezpieczeństwa     |
|         | Srebrny Medal Zasługi dla Obrony i Bezpieczeństwa   |

## Królestwo Serbii(1882–1918)
| Baretka | Nazwa                                                                           |
| ------- | ------------------------------------------------------------------------------- |
| łańcuch | Order Świętego Księcia Łazarza                                                  |
|         | Order Miłosza Wielkiego                                                         |
|         | Krzyż Wielki Orderu Krzyża Takowy – wer. cywilna                                |
|         | Wielki Oficer Orderu Krzyża Takowy – wer. cywilna                               |
|         | Komandor Orderu Krzyża Takowy – wer. cywilna                                    |
|         | Oficer Orderu Krzyża Takowy – wer. cywilna                                      |
|         | Kawaler Orderu Krzyża Takowy – wer. cywilna                                     |
|         | Krzyż Wielki Orderu Krzyża Takowy – wer. wojskowa                               |
|         | Wielki Oficer Orderu Krzyża Takowy – wer. wojskowa                              |
|         | Komandor Orderu Krzyża Takowy – wer. wojskowa                                   |
|         | Oficer Orderu Krzyża Takowy – wer. wojskowa                                     |
|         | Kawaler Orderu Krzyża Takowy – wer. wojskowa                                    |
|         | Order Gwiazdy Jerzego Czarnego – Krzyż Wielki – wer. pokojowa                   |
|         | Order Gwiazdy Jerzego Czarnego – Wielki Oficer – wer. pokojowa                  |
|         | Order Gwiazdy Jerzego Czarnego – Komandor – wer. pokojowa                       |
|         | Order Gwiazdy Jerzego Czarnego – Oficer – wer. pokojowa                         |
|         | Order Gwiazdy Jerzego Czarnego – Krzyż Wielki – wer. wojenna                    |
|         | Order Gwiazdy Jerzego Czarnego – Wielki Oficer – wer. wojenna                   |
|         | Order Gwiazdy Jerzego Czarnego – Komandor – wer. wojenna                        |
|         | Order Gwiazdy Jerzego Czarnego – Oficer – wer. wojenna                          |
|         | Order Gwiazdy Jerzego Czarnego – Oficer – wer. wojenna                          |
|         | Order Gwiazdy Jerzego Czarnego – Złoty Krzyż – wer. wojenna                     |
|         | Order Gwiazdy Jerzego Czarnego – Srebrny Krzyż – wer. wojenna                   |
|         | Order Orła Białego – Krzyż Wielki – wer. pokojowa (1883-1945)                   |
|         | Order Orła Białego – Wielki Oficer – wer. pokojowa (1883-1945)                  |
|         | Order Orła Białego – Komandor – wer. pokojowa (1883-1945)                       |
|         | Order Orła Białego – Oficer – wer. pokojowa (1883-1945)                         |
|         | Order Orła Białego – Kawaler – wer. pokojowa (1883-1945)                        |
|         | Order Orła Białego – Krzyż Wielki – wer. wojenna (1915-1945)                    |
|         | Order Orła Białego – Wielki Oficer – wer. wojenna (1915-1945)                   |
|         | Order Orła Białego – Komandor – wer. wojenna (1915-1945)                        |
|         | Order Orła Białego – Oficer – wer. wojenna (1915-1945)                          |
|         | Order Orła Białego – Kawaler – wer. wojenna (1915-1945)                         |
|         | Order Orła Białego – wer. bojowa                                                |
|         | Krzyż Wielki Orderu św. Sawy                                                    |
|         | Wielki Oficer Orderu św. Sawy                                                   |
|         | Komandor Orderu św. Sawy                                                        |
|         | Oficer Orderu św. Sawy                                                          |
|         | Kawaler Orderu św. Sawy                                                         |
|         | Order Królowej Natalii 1878                                                     |
|         | Medal Waleczności 1913                                                          |
|         | Medal Króla Piotra I 1903                                                       |
|         | Medal za Cnotę Żołnierską 1883                                                  |
|         | Krzyż Miłosierdzia 1913                                                         |
|         | Medal Czerwonego Krzyża 1877                                                    |
|         | Medal Pamiątkowy Czerwonego Krzyża za Zasługi Sanitarne podczas Wojny 1876–1878 |
|         | Medal Pamiątkowy Wojny Serbsko-Bułgarskiej 1913                                 |